# Probolomyrmex salomonis
Probolomyrmex salomonis es una especie de hormiga del género Probolomyrmex, tribu Probolomyrmecini, familia Formicidae. Fue descrita científicamente por Taylor en 1965.
Se distribuye por Islas Salomón. Se ha encontrado en la hojarasca y sobre la piedra caliza.